# Pilsner Urquell
Pilsner Urquell — пиво низового бродіння, що виготовляється у Пльзені Західночеського краю Чехії з 1842 року.
До березня 2017 року торговельна марка «Pilsner Urquell» належала одному з найбільших світових виробників пива — корпорації «SABMiller». Пиво цієї марки виготовлялося також на підприємствах корпорації за межами Чехії у Польщі та Росії, але ця продукція була призначена для продажу лише у тих країнах, де була вироблена. Через побоювання щодо неможливості збереження оригінального смаку та якості пива, виробництво «Pilsner Urquell» у Польщі було закінчено 2011 року, російське виробництво було скасовано у січні 2018 року. Сьогодні пиво «Pilsner Urquell» варить лише одне підприємство у світі — оригінальна броварня Plzeňský Prazdroj, чиїм власником наразі є японський холдинг Asahi Breweries.

## Назва
Німецькомовна назва Pilsner Urquell (МФА: [ˈpɪlznɐ ˈʔuːɐ̯ˌkvɛl], Пільзнер Уркуель) є міжнародним найменуванням цього пива.
У самій Чехії відоме за чеськомовним відповідником назви — Plzeňský Prazdroj (МФА: [ˈpl̩zɛɲskiː ˈprazdroj], Плзеньскі Праздрой). Таку ж назву має й броварня, на якій уперше зварили цей сорт пива.
З обох мов назва перекладається як «пльзенське першоджерело», підкреслюючи, що саме цей сорт є оригінальним пивом пльзенського типу, від якого бере початок цілий вид пива.

## Історія
До середини 1840-х пиво на теренах Богемії виготовлялося шляхом верхового бродіння, унаслідок якого напій виходив темним та каламутним. З метою покращення місцевого пива міська влада Пльзеня ухвалила рішення про будівництво власної броварні, яка б варила пиво за баварськими технологіями. Так у 1839 році в місті з'явилася муніципальна броварня «Bürgerbrauerei», що зараз відома під назвою «Plzeňský Prazdroj».

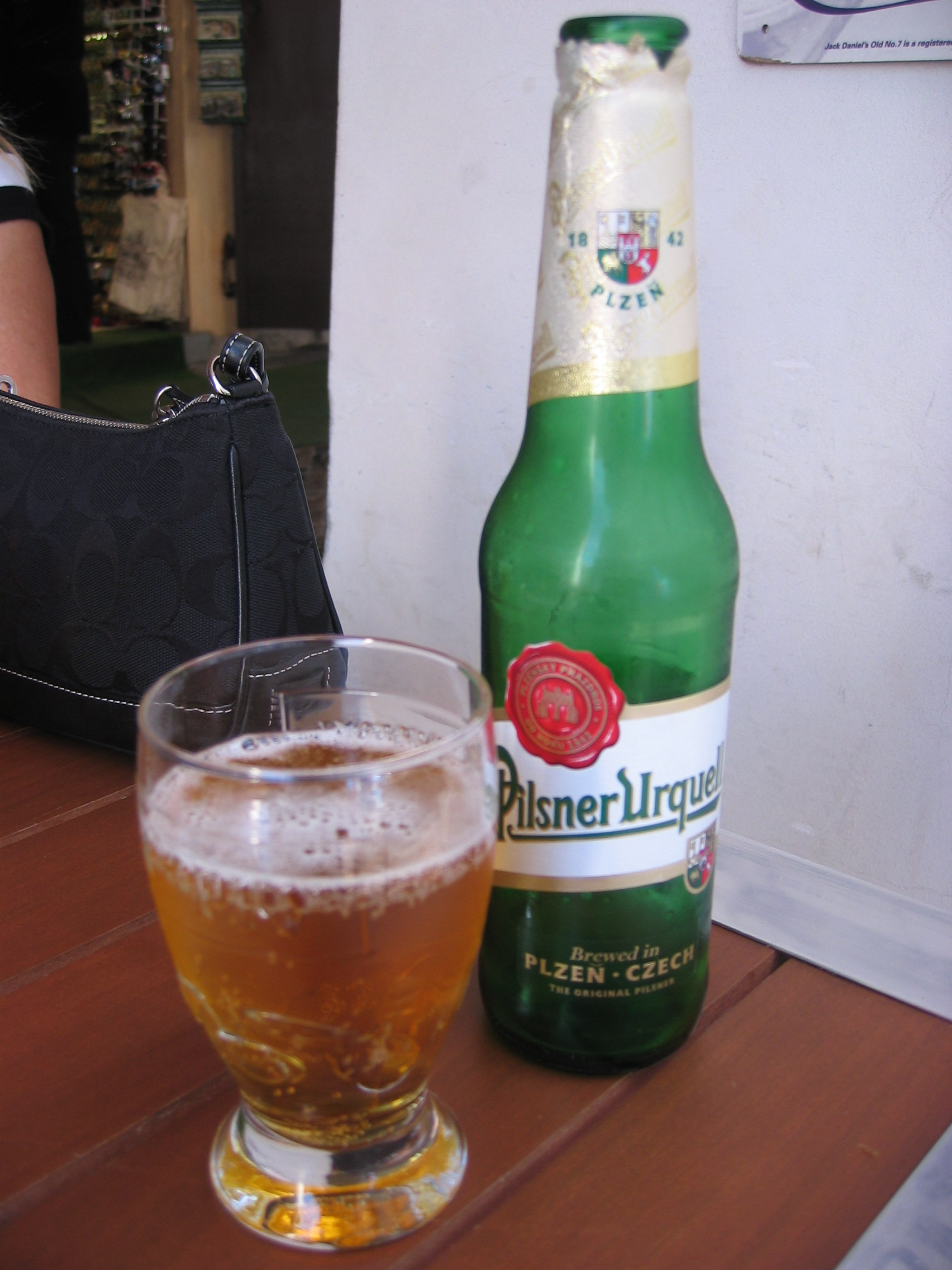
Pilsner Urquell у пляшці та келиху

Для керівництва броварнею був запрошений баварський бровар Йозеф Гролл, який вже у жовтні 1842 року представив першу партію пива, звареного ним із застосуванням нових технологій броварства та світлішого солоду. Комбінація світлішого солоду, відбірного місцевого жатецького хмілю, характерної для Пльзеня надзвичайно м'якої води, а також запозичена з Баварії технологія низового бродіння дозволили отримати прозоре, золотаве за кольором пиво, яке відразу стало справжньою сенсацією та отримало назву пільзнер (нім. Pilsner, тобто пльзенське).
Нове пиво швидко почало копіюватися іншими чеськими та німецькими броварнями, тому 1898 року пльзенські броварі зареєстрували декілька торговельних марок, що мали вирізняти їх оригінальний напій від пізніших варіацій пільзнера. Двома з цих торговельних марок й були «Pilsner Urquell» та її чеськомовний відповідник «Plzeňský Prazdroj».
З розвитком технологій броварства певних змін зазнала й оригінальна технологія виробництва «Pilsner Urquell», однак вже протягом більш ніж століття це пиво залишається серед найпопулярніших у Чехії та одним з еталонних сортів чеського пива, що відомі по всьому світу.
1999 року броварня «Plzeňský Prazdroj» стала частиною пивоварних активів корпорації «South African Breweries», яка згодом стала співзасновником одного з найбільших світових виробників пива — «SABMiller», якому до 2017 року належала торговельна марка «Pilsner Urquell». У березні 2017 року через тиск антимонопольних організацій Європейського Союзу корпорація «SABMiller» продала Plzeňský Prazdroj японському холдингу Asahi Breweries.